# 鄧萍

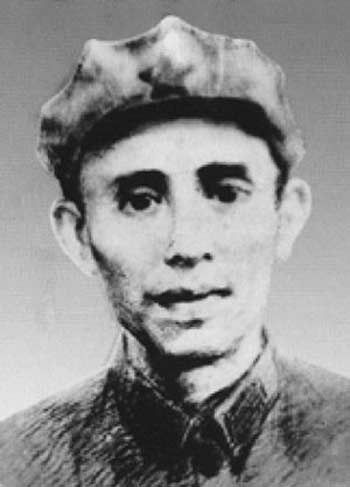
鄧萍の肖像

鄧萍(1908年 - 1935年 ）は、四川省富順県の出身で、中国労農紅軍の将軍、労農紅軍第三軍団の参謀長であった。

## 生涯
1927年の初め、19 歳のときに四川省から単身武漢に来て、黄埔軍官学校武漢分校に入学した。すぐに中国共産主義青年団に参加し、さらに中国共産党に入党した。 1927年冬、中国共産党湖南省党組織から派遣され、湖南軍独立第5師団第1連隊（旧国民革命軍第8軍第1師団）に派遣された。連隊の副主任などの役職に就き、開発連隊の責任者である彭徳懐が中国共産党に加わった。 1928年、彼は平江蜂起の指導に参加し、労農紅軍第五軍参謀長および第五軍党委員会書記を務めた。1930年、労農紅軍第三軍団の参謀長、第五軍の司令官を務め、長沙の戦いと中央革命根拠地に対する国民党軍の包囲作戦への反包囲作戦に参加した。1935年2月、長征の途中、貴州省遵義の老鴉山の戦いで戦死した 。